# Giancarlo Esposito

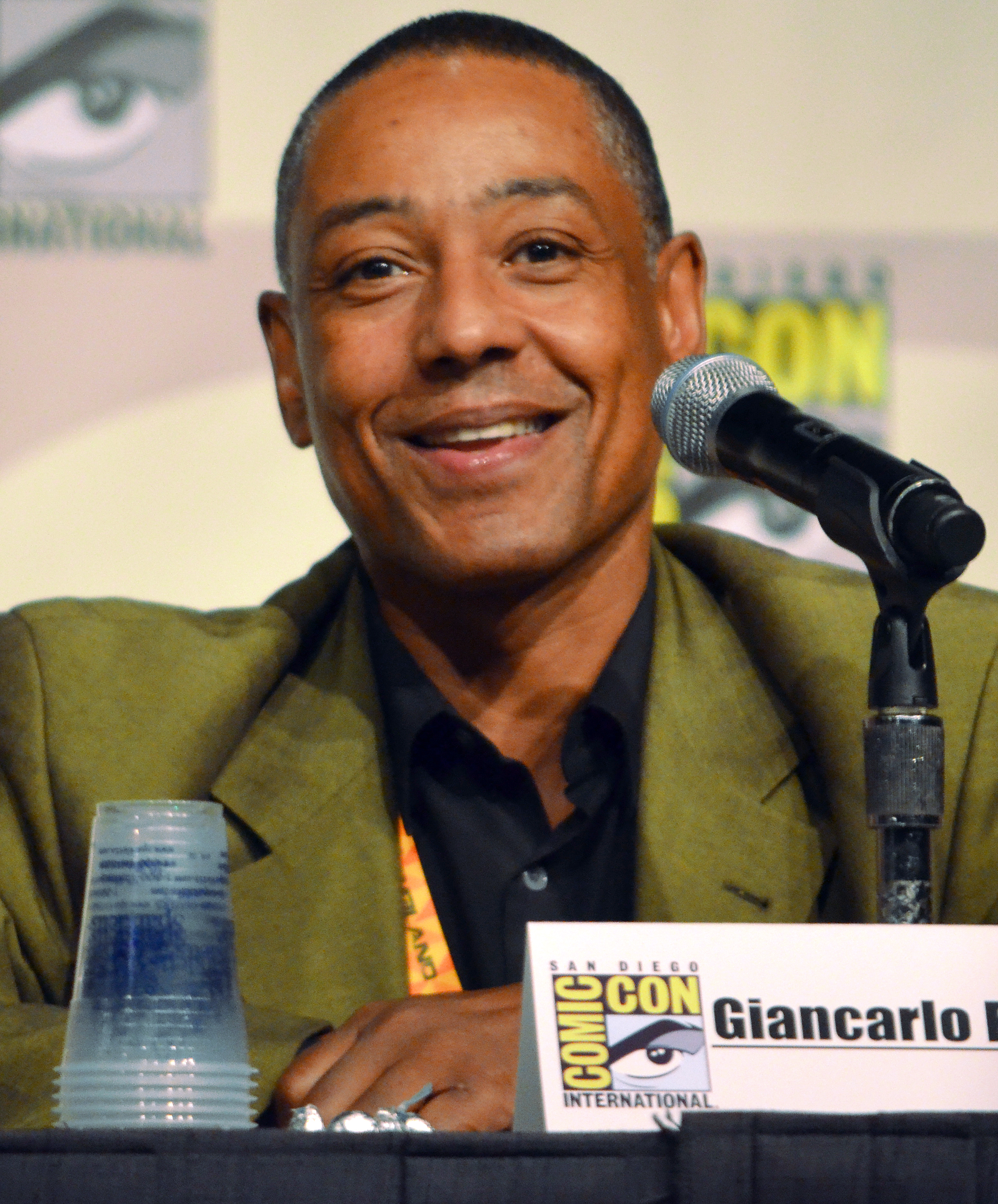
Giancarlo Esposito in 2012

Giancarlo Giuseppe Alessandro Esposito (Kopenhagen, 26 april 1958) is een in Denemarken geboren Amerikaans acteur, filmproducent en filmregisseur.

## Biografie
Esposito is een zoon van een Italiaanse vader en een Afro-Amerikaanse moeder. Hij heeft in Europa, New York en Cleveland (Ohio) gewoond en op zesjarige leeftijd verhuisde zijn familie naar Manhattan (New York). In zijn tienerjaren groeide hij op in Westchester County. 
Esposito begon met acteren in het theater. Hij maakt zijn debuut op Broadway in de musical Maggie Flynn. Hierna heeft hij nog meerdere rollen gespeeld op Broadway en off-Broadway.
Esposito begon in 1979 met acteren voor film en tv in de film Tutti a squola. Hierna heeft hij nog in meer dan 180 films en televisieseries gespeeld, zoals Taps (1981), Sesame Street (1982), The Cotton Club (1984), Do the Right Thing (1989), Malcolm X (1992), The Usual Suspects (1995), Nothing to Lose (1997), Homicide: Life on the Street (1998-1999), Ali (2001), Derailed (2005), Breaking Bad (2009-2011) en Better Call Saul (2017-2022). Voor zijn televisiewerk kreeg hij in 2014 een ster op de Hollywood Walk of Fame.
Esposito trouwde in 1995; uit dit huwelijk kwamen  kinderen, en is later gescheiden.

## Filmografie

### Films
Selectie:
- 2025 Captain America: Brave New World - als Seth Voelker / Sidewinder
- 2024 Megalopolis - als Frank Cicero
- 2024 Abigail - als Lambert
- 2023 Teenage Mutant Ninja Turtles: Mutant Mayhem – als Baxter Stockman (stem)
- 2020 Stargirl – als Archie
- 2018 Maze Runner: The Death Cure – als Jorge
- 2017 Okja – als Frank Dawson
- 2016 Money Monster – als Marcus Powell
- 2016 The Jungle Book – als Akela (stem)
- 2015 Maze Runner: The Scorch Trials – als Jorge
- 2012 Alex Cross – als Daramus Holiday
- 2010 Rabbit Hole – als Auggie
- 2006 SherryBaby – als Hernandez
- 2006 Last Holiday – als senator Dillings
- 2005 Derailed – als detective Church
- 2005 Carlito's Way: Rise to Power – als Little Jeff
- 2001 Ali – als Cassius Marcellus Clay sr.
- 2001 Monkeybone – als Hypnos
- 1998 Twilight – als Reuben Escobar
- 1997 Nothing to Lose – als Charlie Dunt
- 1995 Smoke – als Tommy
- 1995 Blue in the Face – als Tommy Finelli
- 1995 The Usual Suspects – als Jack Baer
- 1993 Amos & Andrew – als Fenton Brunch
- 1992 Malcolm X – als Thomas Hayer
- 1991 Night on Earth – als YoYo
- 1990 Mo' Better Blues – als Left Hand Lacey
- 1990 King of New York – als Lance
- 1989 Do the Right Thing – als Buggin Out
- 1985 Desperately Seeking Susan – als straathandelaar
- 1984 The Cotton Club – als Bumpy Hood
- 1984 The Brother from Another Planet – als man die gearresteerd wordt
- 1983 Trading Places – als celgenoot
- 1981 Taps – als J.C. Pierce

### Televisieseries
Selectie:
- 2025 The Residence - als A.B. Wynter - 8 afl.
- 2024 The Gentlemen - als Stanley Johnston - 4 afl.
- 2019 - 2024 The Boys - als Stan Edgar - 10 afl.
- 2024 Parish - als Gracián 'Gray' Parish - 6 afl.
- 2019 - 2023 Harley Quinn - als Lex Luthor - 11 afl.
- 2019 - 2023 The Mandalorian - als Moff Gideon - 9 afl.
- 2019 - 2023 Godfather of Harlem – als congreslid Powell – 21 afl.
- 2023 Kaleidoscope – als Leo Pap / Ray Vernon – 8 afl.
- 2022 Cyberpunk: Edgerunners - als Faraday - 6 afl.
- 2020 - 2021 DuckTales - als Phantom Blot (stem) - 3 afl.
- 2019 Jett – als Charlie Baudelaire – 9 afl.
- 2017 – 2022 Better Call Saul – als Gustavo 'Gus' Fring – 38 afl.
- 2017 - 2019 Dear White People – als verteller – 23 afl.
- 2018 Dallas & Robo – als Victor Goldsmith (stem) – 5 afl.
- 2017 Better Call Saul: Los Pollos Hermanos Employee Training – als Gus Fring – 10 afl.
- 2017 Rebel – als Charles Gold – 4 afl.
- 2011 – 2017 Once Upon a Time – als Sidney Glass / Magic Mirror / genie – 14 afl.
- 2016 – 2017 The Get Down – als Pastoor Ramon Cruz – 10 afl.
- 2015 Allegiance – als Oscar Christoph – 7 afl.
- 2012 – 2014 Revolution – als Tom Neville – 42 afl.
- 2013 Revolution: Enemies of the State – als Tom Neville – 5 afl.
- 2012 - 2013 Community - als Gilbert Lawson - 2 afl.
- 2009 – 2011 Breaking Bad – als Gustavo 'Gus' Fring – 26 afl.
- 2006 South Beach – als Robert Fuentes – 5 afl.
- 2004 – 2005 Law & Order – als Rodney Fallon - 3 afl.
- 2002 Girls Club – als Nicholas Hahn – 9 afl.
- 2000 – 2001 The $treet – als Tom Divack – 12 afl.
- 1998 – 1999 Homicide: Life on the Street – als agent Mike Giardello – 22 afl.
- 1996 Swift Justice – als Andrew Coffin – 3 afl.
- 1995 New York Undercover – als Adolfo Guzman – 3 afl.
- 1996 – 1994 Bakersfield P.D. – als detective Paul Gigante – 17 afl.
- 1982 – 1983 The Guiding Light – als Clay Tynan – ? afl.
- 1982 Sesame Street – als Mickey – 7 afl.

### Filmregisseur
- 2022 Better Call Saul - televisieserie - 1 afl.
- 2017 This Is Your Death - film
- 2008 Gospel Hill - film

### Filmproducent
- 2024 Parish - televisieserie - 1 afl.
- 2017 Stuck - film
- 2017 This Is Your Death - film
- 2008 Gospel Hill - film
- 1995 The Keeper - film

### Computerspellen
- 2021 Far Cry 6 - als Antón Castillo
- 2013 Payday 2 - als The Dentist

## Theaterwerk opBroadway
- 2008 Cat on a Hot Tin Roof – als Gooper
- 1995 Sacrilege – als Ramon
- 1987 – 1988 Don't Get God Started – als Jack / Silk
- 1981 Merrily We Roll Along – als valedictorian
- 1973 Seesaw – als Julio Gonzales
- 1972 Lost in the Stars – als Alex
- 1970 – 1971 The Me Nobody Knows – als Giancarlo Esposito
- 1968 – 1969 Maggie Flynn – als Andrew

- Bibsys: 7034279
- Biblioteca Nacional de España: XX911490
- Bibliothèque nationale de France: cb141755734 (data)
- CiNii: DA1875727X
- Gemeinsame Normdatei: 1061608816
- International Standard Name Identifier: 0000 0000 6308 4193
- Library of Congress Control Number: no92026504
- MusicBrainz: 5c4d1a7f-ff34-4526-833e-6061238d3316
- Nationale Bibliotheek van Tsjechië: xx0158685
- Nationale bibliotheek van Australië: 42317736
- Nationale Bibliotheek van Israël: 987007348165405171
- Nationale Bibliotheek van Polen: a0000001775753
- Nederlandse Thesaurus van Auteursnamen: 383851572
- Istituto Centrale per il Catalogo Unico: RAVV092974
- SNAC: w6sn3mqh
- Système universitaire de documentation: 081382219
- Trove: 1457534
- Virtual International Authority File: 2680640
- WorldCat: E39PBJc3KcTtJ6GJGPGGTmJ4bd